# Gubernia mazowiecka
Gubernia mazowiecka (ros. Мазовецкая губерния) – jednostka administracyjna Królestwa Polskiego w latach 1837–1844 ze stolicą w Warszawie.
Gubernia mazowiecka powołana została ukazem carskim dnia 7 marca 1837 roku. Zlikwidowana w 1844 i od 1 stycznia 1845 wraz z gubernią kaliską utworzyła gubernię warszawską.

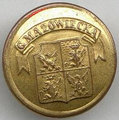
Guzik urzędnika guberni mazowieckiej